# Heatwave (groep)
Heatwave is een discogroep uit de jaren 70 die werd opgericht door Johnnie en Keith Wilder. De grootste en bekendste hit van Heatwave is Boogie Nights.

## Biografie
De groep zag het levenslicht in Duitsland, waar de broers Wilder in het Amerikaanse leger zaten. De overige leden van de klassieke bezetting waren de Britten Rod Temperton, Roy Carter en Eric Johns, de Spanjaard Mario Mantese en de Tsjecho-Slovaak Ernest Berger.
Mario Mantese verliet de band nadat hij tijdens een ruzie met zijn vriendin werd gestoken en verlamd raakte. Hij besloot geen aangifte te doen en kan zich niets meer van het voorval herinneren. Derek Bramble nam zijn plaats in. Johnnie Wilder kreeg in 1979 een ernstig auto-ongeluk, waardoor hij verlamd raakte vanaf zijn nek. Hij werd bij optredens vervangen door JD Nicholas, de latere zanger van de Commodores, maar maakte nog een aantal albums met Heatwave totdat de band eind jaren 80 werd opgeheven. Johnnie Wilder koos daarna voor een gospelcarrière; hij overleed op 13 mei 2006.
Rod Temperton ging liedjes schrijven voor andere artiesten en vervulde zodoende een belangrijke rol op de Michael Jackson-albums Off the Wall en Thriller. In de jaren 90 formeerde hij een nieuwe Heatwave die live-albums uitbracht en ook enkele nieuwe nummers opnam. Rod Temperton en Keith Wilder, de enige constante factor in alle bezettingswisselingen, overleden in 2016 en 2017.

## Discografie

### Singles
| Single met eventuele hitnotering(en) in de Nederlandse Top 40 | Datum van verschijnen | Datum van binnenkomst | Hoogste positie | Aantal weken | Opmerkingen             |
| ------------------------------------------------------------- | --------------------- | --------------------- | --------------- | ------------ | ----------------------- |
| Boogie nights                                                 |                       | 26-3-1977             | 17              | 6            |                         |
| The groove line                                               |                       | 15-7-1978             | tip             |              |                         |
| Feel like making love                                         |                       | 26-1-1991             | tip             |              | featuring Jocelyn Brown |